# Championnat de Finlande de football 1943-1944
Navigation
Saison précédente Saison suivante
La saison 1943-1944 du Championnat de Finlande de football était la 14e édition du championnat de première division en Finlande. Les huit meilleurs clubs du pays sont regroupés au sein d'un poule unique où chaque formation rencontre tous ses adversaires une seule fois. Il n'y a pas de relégation en fin de saison : le championnat passe de 8 à 12 clubs, avec une formule comportant deux poules de six équipes.
C'est le VIFK Vaasa, promu de D2 et vainqueur d'un match de barrage face au champion en titre, le TPS Turku, qui remporte la compétition. C'est le tout premier titre de champion de Finlande de l'histoire du club.

## Les 8 clubs participants
- HIFK
- VPS Vaasa
- Sudet Viipuri
- TPS Turku
- HJK Helsinki
- VIFK Vaasa - Promu de D2
- KPT Kuopio - Promu de D2
- KIF Helsinki

## Compétition

### Classement
Le barème de points servant à établir le classement se décompose ainsi :
- Victoire : 2 points
- Match nul : 1 point
- Défaite : 0 point

| Rang | Équipe        | Pts | J | G | N | P | Bp | Bc | Diff |
| ---- | ------------- | --- | - | - | - | - | -- | -- | ---- |
| 1    | VIFK Vaasa P  | 9   | 7 | 4 | 1 | 2 | 17 | 14 | +3   |
| 2    | TPS Turku T   | 9   | 7 | 4 | 1 | 2 | 27 | 12 | +15  |
| 3    | Sudet Viipuri | 9   | 7 | 4 | 1 | 2 | 12 | 11 | +1   |
| 4    | KIF Helsinki  | 8   | 7 | 3 | 2 | 2 | 15 | 12 | +3   |
| 5    | HIFK          | 7   | 7 | 2 | 3 | 2 | 13 | 13 | 0    |
| 6    | VPS Vaasa     | 7   | 7 | 3 | 1 | 3 | 15 | 22 | -7   |
| 7    | HJK Helsinki  | 4   | 7 | 1 | 2 | 4 | 20 | 22 | -2   |
| 8    | KPT Kuopio P  | 3   | 7 | 1 | 1 | 5 | 9  | 22 | -13  |

|  | Participation au barrage pour le titre |
|  | T : Tenant du titre P : Promu de D2    |

### Matchs

#### Barrage pour le titre
Deux clubs terminent à égalité en tête du classement : le double tenant du titre, le TPS Turku, et le surprenant promu, le VIFK Vaasa. Les 2 équipes s'affrontent lors d'un barrage pour déterminer le champion de Finlande 1943-1944.
|  | VIFK Vaasa | 5 - 1 | TPS Turku |  |  |
|  |            |       |           |  |  |

## Bilan de la saison
| Championnat de Finlande de football 1943-1944 |                        |
| Champion                                      | VIFK Vaasa (1er titre) |
| Promotions et relégations                     |                        |
| Promus en Mestaruussarja                      | Drott Pietarsaari      |
| Promus en Mestaruussarja                      | Haka Valkeakoski       |
| Promus en Mestaruussarja                      | HPS Helsinki           |
| Promus en Mestaruussarja                      | VPV Vaasa              |
| Relégués en Ykkönen                           |                        |